# Oketo (Kansas)
Oketo – miasto w Stanach Zjednoczonych, w stanie Kansas, w hrabstwie Marshall.